# Nicolas Achten

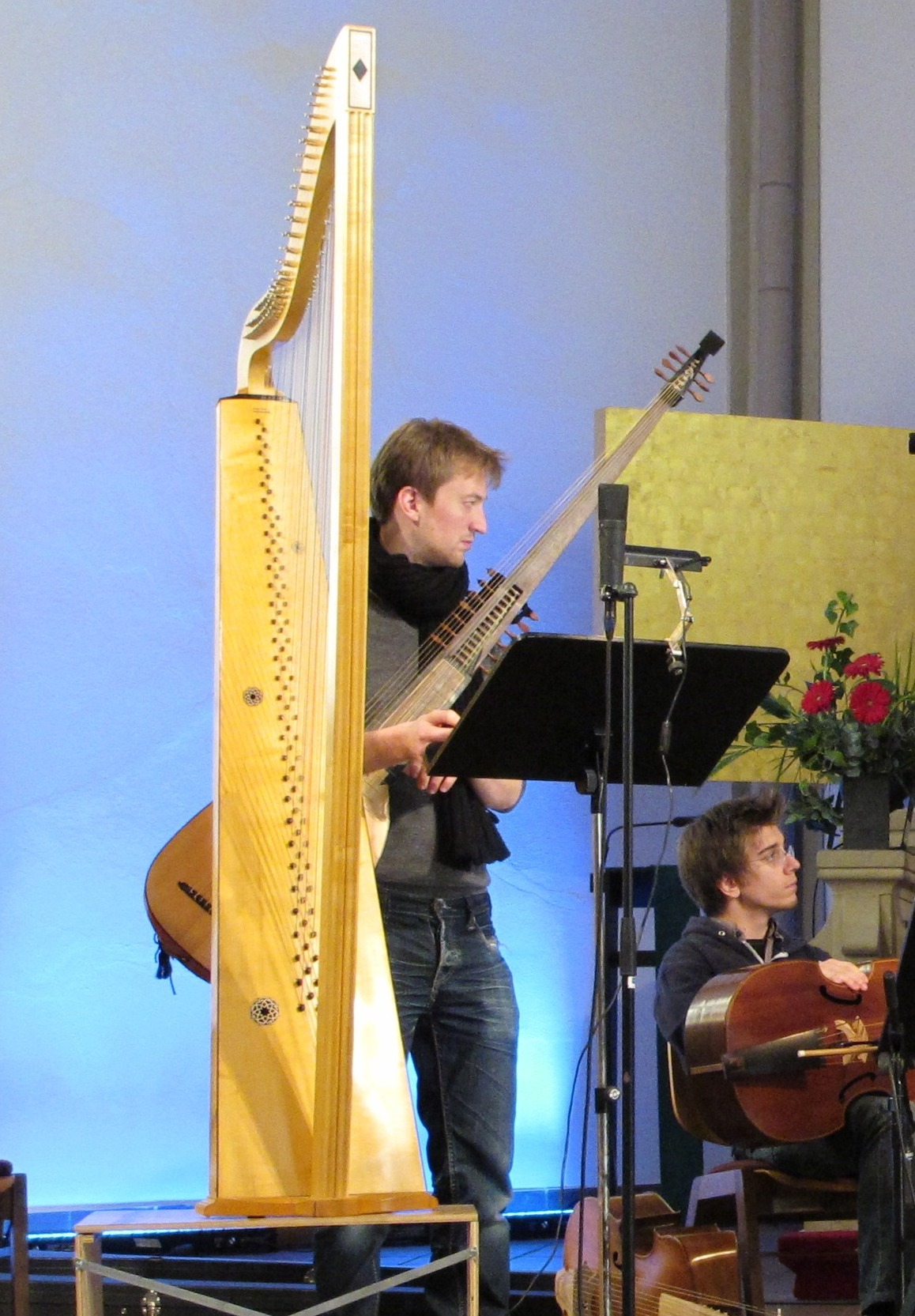
Nicolas Achten 2012

Nicolas Achten (Brussel, 25 september 1985) is een Belgisch barokzanger, luitspeler, klavecinist en harpist.

## Levensloop
Achten behaalde zijn diploma's aan de conservatoria van Brussel en Den Haag. Hij vervolledigde zijn opleiding door het volgen van meestercursussen, onder meer in de Barokacademie van Ambronay en in het 'Centre de la Voix' in Royaumont. Als klassiek zanger begeleidt hij zichzelf op diverse instrumenten, zoals in de authentieke uitvoeringspraktijk gebruikelijk was.
Vanaf 2004 begon hij op te treden met ensembles van oude muziek, waaronder prestigieuze, zoals L'Arpeggiata van Christina Pluhar, Ensemble La Fenice, La Petite Bande, Ensemble Ausonia, Les Agrémens, Akadêmia, Les Talens Lyriques, Il Fondamento, Les Musiciens du Louvre, Il Seminario Musicale en Le Poème Harmonique.
Omwille van zijn bijzondere belangstelling voor de 17de-eeuwse vocale muziek, stichtte hij het ensemble Scherzi Musicali. Dit ensemble verdiept zich in het werk van minder bekende componisten.
Nicolas Achten heeft samen met Scherzi Musicali opgetreden tijdens heel wat festivals voor oude muziek in België, Nederland en Frankrijk (onder meer op het Festival Baroque de Pontoise in 2010).
Achten is gastprofessor aan de University of East Anglia en aan de Operastudio Vlaanderen. Hij werkt ook mee aan de zomerstages van Transparant en van de York Trust (Norfolk).
In 2006 werd hij laureaat van het 7de internationaal concours voor barokzang in Chimay
In 2009 werd hij tot klassiek artiest verkozen door de Octaves de la musique en tot Jonge musicus voor 2009 door de Belgische muzikale pers.

## Discografie
- Giulio Caccini, L'Euridice - Scherzi Musicali, 2009, Ricercar RIC 269
- Giovanni Felice Sances, Dulcis amor Iesu - Scherzi Musicali, 2010, Ricercar RIC 292
- Joseph-Hector Fiocco, Petits Motets - Scherzi Musicali, 2011, Musique en Wallonie MEW 1054
- Domenico Mazzocchi, La Catena d'Adone - Scherzi Musicali, 2012, Alpha ALPHA 184
- Henry Purcell, How pleasant 'tis to Love! - Scherzi Musicali, 2013, Alpha ALPHA 192
- Antonio Bertali: La Maddalena 1663 - Scherzi Musicali, 2016, Ricercar RIC 367